# Linnaemya luculenta
Linnaemya luculenta là một loài ruồi trong họ Tachinidae.